# Paulo Rink
Paulo Roberto Rink est un footballeur international allemand d'origine brésilienne né le 21 février 1973 à Curitiba. Il évoluait au poste d'attaquant.

## Biographie
Paulo Rink fut le premier joueur d'origine brésilienne à jouer en équipe d'Allemagne. Véritable globe-trotter, il a joué durant sa carrière achevée en 2007, au sein de 11 clubs différents et dans 5 championnats. 